# Prostor ciklov
Prostor ciklov je v teoriji grafov vektorski prostor definiran iz neusmerjenega grafa. Elementi prostora ciklov predstavljajo formalne kombinacije ciklov v grafu. Prostor ciklov omogoča rabo orodij linearne algebre za raziskovanje grafov. Baza ciklov je množica ciklov, ki generira prostor ciklov.
Kombinacije ciklov grafa kubooktaedra so:
[1, 2, 11], [1, 2, 3, 4], [1, 2, 3, 7, 4], [2, 3, 9], [1, 4, 5], [1, 4, 7, 6, 5], [1, 2, 9, 8, 6, 5], [5, 6, 12], [1, 2, 9, 8, 7, 4], [1, 2, 9, 8, 10, 11], [1, 2, 9, 10, 11], [1, 5, 12, 10, 11], [1, 5, 12, 11]
Njegov notranji obseg (cikel z najmanjšo dolžino) je 3.
Število elementov v bazi ciklov se imenuje ciklomatično število (ali tudi nultost) grafa.